# 在外選挙
在外選挙（ざいがいせんきょ）は、外国に在留している有権者が国政選挙に投票すること。特に日本人が投票することを在外日本人投票という事もある。
日本以外においては、大韓民国大統領選挙のように、日本と同様に国外にある在外公館で投票できる国もあれば、中華民国総統選挙のように、必ず帰国して投票しなければならない国もある。

## 日本で実施される選挙の在外選挙
日本では1998年に公職選挙法が改正され、2000年5月以降の国政選挙に対して、在外選挙が行えるようになった。
2005年まで比例代表制への投票に限られていたが、在外日本人選挙権訴訟において、比例代表制にしか投票できないことは日本国憲法に反する違憲判決が確定したため（後述）、2007年6月から選挙区への投票もできるようになった。2007年7月に行われた第21回参議院議員通常選挙（および同時期に行われる衆議院補欠選挙）から選挙区在外選挙が実施された。
また、日本国憲法の改正手続に関する法律62条の規定により、憲法改正時の国民投票についても在外投票人名簿に登録された者は、在外投票ができる。2012年12月3日時点で、総務省の在外選挙人名簿登録者数は、
10万6156人である。

### 在外選挙に参加するには
まず、在外選挙人名簿の登録が前提条件となる。
- 選挙当日の時点で満18歳以上で、日本国籍を取得していること。
  - 選挙権は18歳以上の日本国民に、また被選挙権は25歳以上の日本国民に与えられる[2]。
    - 2015年6月に改正公職選挙法が成立し、2016年6月から選挙権年齢は20歳以上から18歳以上に引き下げられた（18歳選挙権）[3]。
- また、現在住んでいる国外の国・地域に通常3ヶ月以上在住であること。
- 在外日本人選挙人名簿の登録している地方公共団体（市区町村）の選挙管理委員会を事前に確認しておくこと。
  - 原則として、国外移住前の最終的に住んでいた（住民票記載の）市区町村の選挙管理委員会。
  - 但し、国外出生により住民票に記載されていない場合、または所定期間以前に住民票の登録が抹消されている場合は、申請した当時の本籍地の市区町村の選挙管理委員会。

登録の申請は申請者本人、または同居家族の者が、海外在住地にある在外公館・総領事館の窓口で必要書類に記入・登録をする（郵送など窓口以外では申請が出来ないので注意すること。また遠隔地の場合は大使館・総領事館の出張サービスで申請が出来る場合がある）。
登録申請から正式に登録が認められる「在外選挙人証」の取得には2ヶ月程度、またはそれ以上かかる。その為、選挙直前に申し込んだとしても、直近の参議院議員通常選挙・衆議院議員総選挙に投票することが出来ない恐れがあるので、早めの在外選挙人登録を済ませることが重要である。
2022年4月より、出国後に在外選挙人名簿へ登録する場合について、これまで各国の在外公館で行っていた本人確認をインターネットを経由したビデオ通話にて実施出来る様になった。また、同年6月からは登録申請書などの書類もメールにて提出可能になるなど、オンラインによる手続き制度が整備された。

### 投票をするまでの流れ
在外選挙人名簿に記載・登録されると、国政選挙に投票することが出来る。大きく直接所定の場所で投票を行う制度（不在者投票制度に準ずる）と、郵送により登録された選挙管理委員会に投票する制度の2つがある。

#### 直接投票
直接投票は在外選挙人証、及び日本国旅券を所定の投票会場の受付に持参し、通常と同じ投票の仕組みで投票を行う。基本的には選挙公示日の翌日から日本国内での投票日の5日前まで受け付けるが、投票用紙の郵送作業の関係もあり（特に選挙当日の日本標準時20時=協定世界時11時の投票締め切りまでに必着することが前提条件となるため）、締切日が早くなる場合があるので、詳細は各投票会場や日本国大使館・総領事館などで問い合わせていただきたい。
また日本国内に旅行や一時帰国などで訪れる場合は、選挙当日に本籍（登録）地の市区町村の指定された選挙管理委員会傘下の投票所で直接投票することも出来る。期日前であっても日本国内では、期日前投票及び滞在地の市区町村選挙管理委員会で不在者投票が可能。

#### 郵便投票
郵便投票は、希望者が本籍または最後の日本における住所（登録）地の市区町村の選挙管理委員会に郵送で請求する。その場合、在外選挙人証も必ず同封すること（必ず本証を同封する。複写不可）。
投票用紙は原則として任期満了予定日から数えて60日前より本籍（登録）地の市区町村の選挙管理委員会より郵送される。なお衆議院解散による総選挙の場合は解散した当日からとなる。
投票は選挙公示日から選挙当日の日本時間20時の締め切りまでに本籍（登録）地の市区町村の選挙管理委員会に必着するように投函する。

### 違憲判決
最高裁判所大法廷は2005年9月14日に在外選挙の対象が比例代表選挙に限定されているのは日本国憲法に反するとして違憲判決をした。最高裁は次回の国政選挙において在外国民が投票する地位にあると認定しており、国会は次回の国政選挙までに公職選挙法の改正することが求められた。2006年、選挙区への在外選挙を可能にする公職選挙法の改正が行われた。
2017年最高裁判所裁判官国民審査では在外投票が導入されなかったことについて、2022年5月25日に最高裁判所が裁判官15人の全員一致で違憲判決を下し、国会による立法不作為も認めた。